# Coupe du monde de skeleton 2020-2021
Navigation
Édition précédente Édition suivante
La coupe du monde de skeleton 2020-2021 est la 35e édition de la Coupe du monde de skeleton, compétition de skeleton organisée annuellement par la Fédération internationale de bobsleigh et de tobogganing.
Elle se déroule entre le 21 novembre 2020 et le 31 janvier 2021 sur 8 étapes organisées en Asie et en Europe en coopération avec la Coupe du monde de bobsleigh.
Les championnats d'Europe de skeleton se déroulent durant l’étape de Winterberg du 8 janvier 2021 au 10 janvier 2021.
En raison de la pandémie de Covid-19, le calendrier ne comporte aucune épreuve en Amérique du Nord. La dernière étape devait avoir lieu en Chine en mars pour tester la piste olympique de Yanqing mais cette étape a été annulée puis reportée de nouveau à Igls. Les épreuves se disputent ou non à huis clos, selon des protocoles sanitaires stricts.
Les vainqueurs du classement général hommes et femmes se voient remettre un gros Globe de cristal.

## Conséquences de la pandémie de Covid-19
En raison des conditions sanitaires liées à la Covid-19, la fédération américaine  annonce en octobre 2020 que ses athlètes ne disputeront aucune compétition avant janvier 2021. Il est à noter également qu'aucun athlète d'Asie ne prend part aux épreuves se déroulant en novembre et décembre 2020.

## Programme de la saison
La saison commence en Lettonie à Sigulda et s'achève en Suisse à Saint-Moritz. Les championnats du monde auront lieu entre le 1er février et le 14 février 2021.
| \| Pékin \| Sites des compétitions en Asie |
| Pékin                                      |

| Pékin |

| \| Sigulda Königssee Winterberg St Moritz Igls \| Sites des compétitions en Europe |
| Sigulda Königssee Winterberg St Moritz Igls                                        |

| Sigulda Königssee Winterberg St Moritz Igls |

Lors de chaque week-end de compétition, une épreuve masculin et une épreuve féminine sont organisées.

## Attribution des points
Les manches de Coupe du monde donnent lieu à l'attribution de points, dont le total détermine le classement général de la Coupe du monde.
Ces points sont attribués selon cette répartition :
| Place  | 1   | 2   | 3   | 4   | 5   | 6   | 7   | 8   | 9   | 10  | 11  | 12  | 13  | 14  | 15  | 16 | 17 | 18 | 19 | 20 | 21 | 22 | 23 | 24 | 25 | 26 | 27 | 28 | 29 |
| ------ | --- | --- | --- | --- | --- | --- | --- | --- | --- | --- | --- | --- | --- | --- | --- | -- | -- | -- | -- | -- | -- | -- | -- | -- | -- | -- | -- | -- | -- |
| Points | 225 | 210 | 200 | 192 | 184 | 176 | 168 | 160 | 152 | 144 | 136 | 128 | 120 | 112 | 104 | 96 | 88 | 80 | 74 | 68 | 62 | 56 | 50 | 45 | 40 | 36 | 32 | 28 | 24 |

## Classement Général[3]
| Rang | Nom                  | Points | Victoire(s) |
| ---- | -------------------- | ------ | ----------- |
| 1    | Martins Dukurs       | 1456   | 4           |
| 2    | Alexander Gassner    | 1396   | 2           |
| 3    | Tomass Dukurs        | 1226   |             |
| 4    | Christopher Grotheer | 1192   |             |
| 5    | Alexander Tretiakov  | 1171   | 3           |

| Rang | Nom                | Points | Victoire(s) |
| ---- | ------------------ | ------ | ----------- |
| 1    | Janine Flock       | 1695   | 3           |
| 2    | Tina Hermann       | 1515   | 1           |
| 3    | Kimberley Bos      | 1326   |             |
| 4    | Jacqueline Lölling | 1321   | 1           |
| 5    | Anna Fernstädt     | 1314   |             |

## Calendrier
| 1. Sigulda I (20 au 22 novembre 2020) |                |                                   |                |
| Épreuve                               | Vainqueur      | Deuxième                          | Troisième      |
| Hommes                                | Martins Dukurs | Felix Keisinger Alexander Gassner |                |
| Femmes                                | Janine Flock   | Kimberley Bos                     | Endija Tērauda |

| 2. Sigulda II (28 au 29 novembre 2020) |                |                |                            |
| Épreuve                                | Vainqueur      | Deuxième       | Troisième                  |
| Hommes                                 | Martins Dukurs | Tomass Dukurs  | Marcus Wyatt               |
| Femmes                                 | Janine Flock   | Elena Nikitina | Kimberley Bos Tina Hermann |

| 3. Igls I (12 et 13 décembre 2020) |                                    |               |                           |
| Épreuve                            | Vainqueur                          | Deuxième      | Troisième                 |
| Hommes                             | Martins Dukurs Alexander Tretiakov |               | Nikita Tregubov           |
| Femmes                             | Elena Nikitina                     | Kimberley Bos | Janine Flock Tina Hermann |

| 4. Igls II (19 et 20 décembre 2020) |                |               |                      |
| Épreuve                             | Vainqueur      | Deuxième      | Troisième            |
| Hommes                              | Martins Dukurs | Matt Weston   | Christopher Grotheer |
| Femmes                              | Janine Flock   | Kimberley Bos | Jacqueline Lölling   |

| 4. Winterberg (9 et 10 janvier 2021) |                     |                |                   |
| Épreuve                              | Vainqueur           | Deuxième       | Troisième         |
| Hommes                               | Alexander Tretiakov | Martins Dukurs | Alexander Gassner |
| Femmes                               | Elena Nikitina      | Tina Hermann   | Janine Flock      |

| 7. Saint-Moritz (16 et 17 janvier 2021) |                   |                |                    |
| Épreuve                                 | Vainqueur         | Deuxième       | Troisième          |
| Hommes                                  | Alexander Gassner | Martins Dukurs | Yun Sung-bin       |
| Femmes                                  | Tina Hermann      | Janine Flock   | Jacqueline Lölling |

| 6. Königssee (23 et 24 janvier 2021) |                    |                |                            |
| Épreuve                              | Vainqueur          | Deuxième       | Troisième                  |
| Hommes                               | Alexander Gassner  | Yun Sung-bin   | Alexander Tretiakov        |
| Femmes                               | Jacqueline Lölling | Anna Fernstädt | Janine Flock Jane Channell |

| 8. Pékin (13 et 14 mars 2021) → Igls III (30 et 31 janvier 2021) |                     |                |               |
| Épreuve                                                          | Vainqueur           | Deuxième       | Troisième     |
| Hommes                                                           | Alexander Tretiakov | Craig Thompson | Samuel Maier  |
| Femmes                                                           | Elena Nikitina      | Janine Flock   | Kimberley Bos |

|                                                                            |  |  |  |  |  |  |
| Altenberg Championnats du monde IBSF 2021 (1er février au 14 février 2021) |  |  |  |  |  |  |
|                                                                            |  |  |  |  |  |  |

#### Résultats officiels
- (en) Résultats 2020-2021 toutes catégories
- (en) Classement 2020-2021 hommes
- (en) Classement 2020-2021 femmes